# Salessje (Kaliningrad, Bagrationowsk)
Salessje (Залеье, deutsch Neu Sollau) war ein Ort in der russischen Oblast Kaliningrad (Gebiet Königsberg (Preußen)). Seine Ortsstelle gehört heute zum Munizipalkreis Rajon Bagrationowsk (Stadtkreis Preußisch Eylau).

## Geographische Lage
Die Ortsstelle Salessjes reso. Neu Sollaus liegt im südlichen Westen der Oblast Kaliningrad, 15 Kilometer nordwestlich der einstigen Kreis- und heutigen Rajonshauptstadt Preußisch Eylau (russisch Bagrationowsk).

## Geschichte
In der Schreibweise Neu Zollau und erst um 1820 als Neu Sollau war der kleine Ort bis 1945 nach Kilgis (russisch bis 1992 Saretschje, danach Krasnoarmeiskoje) im ostpreußischen Kreis Preußisch Eylau im gleichnamigen Amtsbezirk eingemeindet.
Als 1945 in Kriegsfolge das gesamte nördliche Ostpreußen an die Sowjetunion fiel, war auch Neu Sollau davon betroffen. Im Jahre 1947 erhielt der Ort die russische Namensform „Salessje“ und kam zum Puschkinski selski Sowet (Dorfsowjet Puschkino (Posmahlen)). In den ersten Nachkriegsjahren war Salessje zunächst noch besiedelt, wurde dann aber schon lange vor 1975 aufgegeben. Der Ort verwaiste und gilt heute als untergegangen. 
Seine Ortsstelle gehört heute zum Rajon Bagrationowsk (Stadtkreis Preußisch Eylau) in der Oblast Kaliningrad (Gebiet Königsberg (Preußen)) in Russland.

## Religion
Bis 1945 war Neu Sollau in das Kirchspiel der evangelischen Kirche Dollstädt (russisch Krasnosnamenskoje) in der Kirchenprovinz Ostpreußen der Kirche der Altpreußischen Union eingepfarrt.

## Verkehr
Die nicht mehr richtig erkennbare Ortsstelle von Neu Sollau resp. Salessje liegt östlich einer Nebenstraße, die bei Krasnoarmeiskoje (Kilgis) von der Kommunalstraße 27K-123 abzweigt und bis nach Gussewo (Groß Park) führt.